# Henry Harley Arnold
Henry Harley Arnold, ameriški general in vojaški pilot, * 25. junij 1886, † 15. januar 1950.
Arnold, ki je imel čin tako generala armade kot generala vojnega letalstva, je bil ameriški pionir letalstva, načelnik Zračnega korpusa Kopenske vojske ZDA (1938–41), poveljnik Zračnih sil Kopenske vojske ZDA med drugo svetovno vojno, edini general Vojnega letalstva ZDA, ki je dosegel petzvezdni čin in edini, ki je dosegel petzvezdni čin v dveh različnih vejah Oboroženih sil ZDA.
Uvodne letalsko učenje je prejel od bratov Wright, tako da je postal eden prvih vojaških pilotov na svetu in drugi licencirani pilot v zgodovini Vojnega letalstva ZDA. Na začetku je moral premagati strah pred letenjem zaradi slabe izkušnje s poletom, na koncu pa je nadzoroval širitev Zračne službe Kopenske vojske ZDA med prvo svetovno vojno; postal pa je tudi varovanec generala Billyja Mitchella.
Tik pred vstopom ZDA v drugo svetovno vojno je postal poveljnik Zračnih sil Kopenske vojske ZDA, nakar pa je usmerjal širitev v največje in najmočnejše vojno letalstvo na svetu. Kot zagovornik tehnoloških raziskav in razvoja je Arnold zagotovil razvoj medcelinskega bombnika, reaktivnega lovca, intenzivno uporabo radarja, globalni zračni transport in jedrsko oborožitev kot poglavitnih smernic sodobnega vojnega letalstva.
Njegov najbolj znani vzdevek, Hap, je bil okrajšava iz Happy (vesel), ki ga naj bi dobil od delovnih kolegov, ko je delal na črno kot kaskaderski pilot, oz. od svoje žene. V mladosti ga je družina klicala Harley in njegova mati ga je klicala Sunny; med študijem na Vojaški akademiji ZDA pa je bil znan kot Pewt ali Benny. Pozneje v vojaški karieri pa so ga njegovi najožji podrejeni in člani štaba klicali Šef (The Chief).

## Življenjepis

### Zgodnje življenje in kariera
Rojen je bil 25. junija 1886 v Gladwynu (Pensilvanija) v družini zdravnika Herberta A. Arnolda, člana vplivne politične in vojaške rodbine Arnold. Herbert je bil baptist z močnim menonitsko usmeritvijo, medtem ko njegova žena, Louise Arnold, ni bila stroga v verskem prepričanju. Ko je bil Arnold star enajst let, se je njegov oče kot kirurg v sestavi Nacionalne garde Pensilvanije udeležil špansko-ameriške vojne; Herbert je v sestavi nacionalne garde ostal nadaljnih 24 let.
Obiskoval je Spodnjo merionsko srednjo šolo (Lower Merion High School) v Ardmoru (Ardmore), kjer je končal šolanje leta 1903. Po njem so na šoli poimenovali atletsko polje. Arnold ni imel namena iti na Vojaško akademijo ZDA (nameraval je študirati na Univerzi Bucknell in postali baptistični duhovnik), a je opravil sprejemne izpite, potem ko je njegov starejši brat Thomas zavrnil očeta, da bi jih sam opravljal; Arnold je bil uvrščen na drugo mesto čakalnega seznama. Potem, ko je prvi na čakalni listi priznal, da je poročen (kršitev pravil akademije, saj sprejmejo le neporočene študente), je bil Arnold sprejet z odlokom vpisa.
Potem ko je dopolnil 17 let, je z enomesečno zamudo vstopil v Vojaško akademijo ZDA, kjer se ni posebej odlikoval, saj je šolanje zaključil brez kadetskega čina. V času študija je pomagal ustanoviti t. i. Črno roko, tajno skupino kadetskih zabavljačev in jo vodil v času prvega letnika; prav tako je bil član nogometne ekipe, metalec krogle in igralec pola. Akademsko gledano se je uvrstil med sredino in spodnjim delom letnika, pri čemer je bil boljše ocene pri matematiki in znanosti. Sam si je želel postati konjeniški častnik, a zaradi velikega števila kršitev in akademskega položaja 66. študenta od 111 v letniku ni prejel želene specializacije, saj je bil 14. junija 1907 imenovan za drugega poročnika pehote. Sprva je protestiral temu (leta 1907 ni bilo vstopnih pogojev za posamezno specializacijo oz. rod kopenske vojske), a so ga prepričali, da je odšel v 29. pehotni polk, ki je bil takrat nastanjen na Filipinih. V Manilo je prispel 7. decembra 1907.
Arnold je sovražil pehotno zadolžitev in se je posledično prostovoljno javil, da je pomagal stotniku Arthurju C. Cowanu iz Signalnega korpusa, ki je imel nalogo narediti vojaško-kartografski pregled otoka Luzon. Cowan se je januarja 1909 vrnil v ZDA, saj je postal načelnik novoustanovljene Aeronavtične sekcije Signalnega korpusa; njegova prva naloga je bila dobiti dva mlada poročnika, ki bosta postala pilota. Tako se je obrnil na Arnolda, ki se je strinjal s premestitvijo v Signalni korpus, a potem ni dobil nobenega odgovora naslednji dve leti. Junija 1909 je bil 29. pehotni polk premeščen v Fort Jay (New York), pri čemer je Arnold na poti v novo garnizijo v Parizu videl polet Louisa Blériota v njegovem prvem letalu. Leta 1911 je Arnold zaprosil za premestitev v Oddelek za oskrbo s strelivom (Ordnance Department), saj je slednji omogočal takojšnje napredovanje v čin prvega poročnika. Medtem ko je čakal na rezultate obveznega tekmovalnega izpita, pa je izvedel, da njegovo zanimanje za aeronavtiko ni bilo prezrto.

### Začetek letalske karier
Arnold je takoj zaprosil za premestitev v Signalni korpus in 21. aprila 1911 je prejel Specialni ukaz 95 (Special Order 95), s katerim sta bila on in drugi poročnik Thomas DeWitt Milling (iz 15. konjeniškega polka takoj napotena v Dayton (Ohio), da se udeležita letalske šole bratov Wright v Simms Stationu (Ohio). 3. maja sta pričela šolanje in že 13. maja je Arnold opravil prvi samostojni polet po treh urah in 48 minutah letalskih inštrukcij (Milling je svoj prvi polet opravil že 8. maja po dveh urah inštrukcij); Arnolda je Arthur L. Welsh., medtem ko je Millinga učil Cliff Turpin. Milling je pritegnil pozornost Orvilla Wrighta, ki je avtoriziral Millingov zgodnji solo-polet. 14. maja sta oba (Arnold in Milling) zaključila šolanje. Arnold je 6. julija 1911 Fédération Aéronautique Internationale (FAI) pilotski certifik št. 29 in naslednje leto še certifikat vojaškega letalca št. 2. S splošnim ukazom leta 1913 je bil uvrščen med prvih 24 licenciranih vojaških letalcev, ki so lahko nosili novoustanovljeno oznako vojaškega letalca.
V Daytonu sta ostala še nekaj tednov, kjer sta samostojno letela, da sta si pridobila izkušnje, nato pa sta bila 14. junija istega leta poslana v Aeronavtično sekcijo Signalnega korpusa v College Park (Maryland), kjer sta postala prva letalska inštruktorja Kopenske vojske ZDA. Tu je Arnold 7. julija postal višinski rekord (990 m), ki pa ga je nato še trikrat izboljšal: 18. avgusta 1911 (1.270 m), 25. januarja 1912 (1.452 m) in 1. junija 1912 (1.990 m). Avgusta 1911 je doživel tudi svojo prvo letalsko nesrečo, potem ko je poskušal vzleteti iz polja, kjer je pristal, potem ko se je izgubil. Septembra istega leta pa je Arnold postal prvi ameriški pilot, ki je prevažal pošto z letalom, ko je z zavojem pisem preletel 8 km do Long Islanda (New York); prav tako pa velja za prvega pilota, ki je letel preko Kapitola ZDA in za prvega pilota, ki je kot potnika prevažal kongresnika.
Novembra 1911 je bila vojaška letalska šola preseljena na zakupljeno kmetijo blizu Auguste (Georgia), saj so želeli opravljati polete tudi preko zime. Šolanje pa je bilo oteženo zaradi dežja in poplav, tako da se je letalska šola maja 1912 vrnila v Maryland. Arnold je sprejel tudi nalogo, da opravi letalski transport prvega traktorskega letala Kopenske vojske ZDA (tj. letala s spredaj nameščenim propelorjem in motorjem), a je med vzletom strmoglavil v zaliv pri Plymouthu (Massachusetts). Posledično je Arnold pričel kazati znake strahu pred letenjem, ki pa so se še okrepili po smrtni nesreči Ala Welsha 12. junija v College Parku in Lewisa Rockwella 18. septembra; slednji je bil Arnoldov sošolec na Vojaški akademiji ZDA.
Oktobra istega leta pa sta Arnold in Milling dobila ukaz, da se udeležita tekmovanja za prvi Pokal Mackay (MacKay Trophy) za najbolj izjemen vojaški polet leta. Pokal je osvojil Arnold potem, ko je med poletom odkril konjeniško četo in se vrnil v bazo kljub močni turbalenci. Arnold in Milling sta bila nato poslana v Fort Riley (Kansas), da bi eksperimentirala letalsko opazovanje tarč za potrebe poljske artilerije. 5. novembra istega leta je njegovemu letalu med poletom odpovedal motor, zaradi česar je moral zasilno pristati, pri čemer se je skoraj ubil. Takoj je prenehal z letenjem in zaprosil za dopust. Ker je bilo letenje v tistem času zelo nevarno, ni bilo nobene družbene stigme glede takih prošenj, tako da je bila njegova prošnja ugodno rešena; leta 1913 je tako pet od 14 letalcev Kopenske vojske ZDA nehalo leteti. V času dopusta je ponovno vzpostavil stike z Eleanor Bee Pool, hčerko pacienta njegovega očeta. Kljub temu da je bil 10. aprila 1913 povišan v prvega poročnika, je bil Arnold nezadovoljen in je zaprosil za premestitev na Filipine. Medtem ko je čakal na odgovor, je bil 10. julija dodeljen 9. pehotnemu polku. Avgusta istega leta je pričal pred Hišnim komitejem za oborožene sile ZDA proti predlogu zakona, da bi bilo letalstvo preoblikovano v polavtonomni Zračni korpus (Air Corps). 1. septembra je bil dodeljen četi v Fort Thomasu (Kentucky), kjer je ostal vse do 1. novembra, ko je bil premeščen v 13. pehotni polk.

### Poroka in vrnitev k letalstvu
10. septembra 1913 se je poročil z Bee
, pri čemer je bil Milling njegova poročna priča. Januarja 1914 je bil poslan na Filipine, kjer je bil nameščen blizu prvega poročnika Georga C. Marshalla, ki je postal njegov mentor, prijatelj in zavetnik. Kmalu po njunem prihodu na Filipine je Bee doživela spontani splav, a je nato 17. januarja 1915 rodila njunega prvega otroka, hčerko Lois Elizabeth Arnold, v Fort McKinleyju (Manila). Po osmih mesecih službe je Arnold postal bataljonski adjutant. Januarja 1916 je končal dvomesečno turo dolžnosti pri 13. pehotnemu polku, tako da je bil premeščen v 3. pehotni polk in bil poslan nazaj v ZDA. Na poti v Vojašnico Madison (Madison Barracks) (New York) je izmenjal nekaj telegramov s majorjem Williamom L. Mitchellom, takratnim izvršnim častnikom Letalske sekcije Signalnega korpusa; slednji ga je namreč obvestil, da bo bil ponovno dodeljen Signalnemu korpusu kot prvi poročnik, če bo izbral neletalski status. V primeru, če bi se prostovoljno rekvalificiral v status mlajšega vojaškega letalca (Junior Military Aviator; JMA), pa bi bil po zakonu povišan v začasnega stotnika. Tako je 20. maja 1916 pričel delo na Rockwell Fieldu (Kalifornija) z letalskim statusom, a na položaju oskrbovalnega častnika Letalske šole Signalnega korpusa (Signal Corps Aviation School). 23. septembra istega leta pa je bil povišan v stalni čin stotnika pehote.
Med oktobrom in decembrom 1916 je s podporo svojih bivših kolegov premagal strah pred letenjem, tako da je vsak dan letel za 15 ali 20 min. 26. decembra je opravil prvi samostojni polet in 16. decembra se je rekvalificiral kot JMA. Preden pa je bil premeščen v stalno letalsko sestavo, pa je bil kot priča vpleten v kontraverzno nesrečo. Tajnik Letalske šole, stotnik Frank P. Lahm, je 10. januarja dovolil, da je neletalec opravil polet, pri čemer je bilo letalo izgubljeno v Mehiki in častnika sta izginila za devet dni. Potem ko je Arnold 27. januarja pričal pred preiskovalci, pri čemer je razkril Lahmovo avtorizacijo leta, je bil 30. januarja 1917 premeščen v Panamo; in to dan po rojstvo svojega drugega otroka, sina Henryja H. Arnolda mlajšega.
5. februarja 1917 je v New York Cityju zbral pripadnike svoje prve enote, 7. aero eskadrilje (7th Aero Squadron), kateri je poveljeval; prav tako je dobil ukaz, da poišče primeren prostor za letališče v Coni Panamskega kanala (Panama Canal Zone). Potem ko se vojaštvo v Panami ni strinjalo z Arnoldovo izbiro zemljišča za letališče, je bil poklican nazaj v Washington, D.C., da bi tam razrešili spor; med plovbo v ZDA je slednja napovedala vojno Nemčiji. Arnold je zaprosil, da je poslan v Francijo, a njegova prisotnost v Washingtonu je negativno vplivala na njegovo bojno kariero, saj je Letalska sekcija potrebovala izkušene častnike za štabno službo.
1. maja 1917 je pričel delovati kot vodilni častnik Informacijske sekcije. 27. junija istega leta je bil povišan v majorja, nato pa je postal pomočnik izvršnega častnika Aeronavtične sekcije in 1. oktobra istega leta je postal izvršni častnik bodoče Zračne sekcije (Air Division). 5. avgusta 1917 je bil ponovno povišan in sicer je postal najmlajši polkovnik Kopenske vojske ZDA.
V času štabne dolžnosti je Arnold pridobil številne izkušnje iz proizvodnje in dobave letal, gradnje letalskih šol in letališč, rekrutiranja in usposabljanja večjega števila letalcev, kot tudi iz manevriranja na političnem prizorišču v Washingtonu, D.C., kar mu je izjemno pomagalo čez 25 let. Potem ko je Sekcija za vojaško aeronavtiko (Division of Military Aeronautics; DMA) aprila 1918 postala nadrejena Zračni sekciji, je Arnold ostal na položaju izvršnega pomočnika njenega direktorja, generalmajorja Williama Kenlyja in nato napredoval do položaja direktorja pomočnika, ko je bila DMA maja 1918 odstranjena iz Signalnega korpusa.
17. julija 1918 je bil rojen Arnoldov tretji otrok, sin William Bruce Arnold. Kmalu zatem je Arnold dosegel, da je odpotoval v Francijo, kjer bi generalu Johnu Pershingu, poveljniku Ameriške ekspedicijske sile (American Expeditionary Force), predstavil razvoj zračnega torpeda Kettering Bug. Na krovu ladje, namenjene v Francijo, je konec oktobra istega leta zbolel za špansko gripo in je bil ob prihodu v Anglijo poslan v bolnišnico. 11. novembra 1918 je dosegel bojišče, a je bilo na isti dan razglašeno premirje.

### Med svetovnima vojnama

#### Zračna služba (1918-1928)
20. maja 1918 se je iz sestave Signalnega korpusa izločila Zračna služba Kopenske vojske ZDA (United States Army Air Service), pri čemer pa je še vedno ostala pod okriljem Kopenske vojske ZDA; prvi povojni direktor Zračne službe je bil general poljske artilerije Charles T. Menoher, ki je zagovarjal idejo vodstva Kopenske vojske ZDA, da vojaško letalstvo ne more biti nič drugega kot rod kopenske vojske. Menoher je leta 1921 nasledil še en neletalec generalmajor Mason M. Patrick. Patrick, pa je vseeno pri 59. letih pridobil licenco mlajšega pilota letala (Junior Airplane Pilot); postal pa je zagovornik vojnega letalstva in predlagatelj samostojnega, neodvisnega vojnega letalstva.
10. januarja 1919 je bil Arnold poslan na Rockwell Field kot okrožni nadzornik Zahodnega okrožja Zračne službe (District Supervisor, Western District of the Air Service), pri čemer je bil zadolžen za nadzorovanje demobilizacije 8.000 presežnih letalcev in odvečnih letal. Tu se je prvič seznanil s človekoma, ki bosta pozneje postala njegova glavna pomočnika: izvršni častnik stotnik Carl A. Spaatz in adjutant prvi poročnik Ira C. Eaker. V tem času je tudi zagovarjal odmevne poglede pomočnika načelnika Zračne službe Billyja Mitchella. 30. junija 1920, ko je bil zračni častnik pri 9. korpusnemu območju v San Franciscu, je preteklo njegovo začasno povišanje v čin polkovnika, tako da je bil vrnjen nazaj na stalni čin stotnika. Kljub temu, da je prejel avtomatično povišanje v čin majorja (zaradi njegove licence MA), pa je postal podrejen častnikom, ki so služili pod njim, vključno s Spaatzom, katerega medvojno povišanje v Franciji ni bilo preklicano. 11. avgusta 1920 je bil Arnold formalno premeščen v Zračno službo. Oktobra 1922 pa je bil poslal nazaj v Rockwell Field, ki je bil zdaj spremenjen v skladišče, saj je bil imenovan za poveljnika baze. V tem času je zagovarjal idejo zračnega dolivanja goriva, ki je bilo prvič v zgodovini izvedeno čez osem mesecev.
Arnoldovo zdravje pa se je v tem času obrnilo na slabše, saj je bil večkrat hospitaliziran zaradi več resnih bolezni in nesreč. Leta 1922 mu je tako odrezalo tri prste na levi roki, medtem ko ga je obiskal njegov oče, ki mu je nato uspešno prišil nazaj prste. Tudi njegova družina je imela težave z zdravjem. Njegov četrti otrok John, ki je bil rojen poleti 1921, pa je umrl 30. junija 1923 zaradi vnetega slepiča.
Avgusta 1924 je bil nepričakovano poslan na petmesečni tečaj na Industrijski kolidž Kopenske vojske ZDA. Potem ko je končal šolanje, ga je Patrick, kljub temu da nista bila v najboljših osebnih odnosih, sam izbral za poveljnika Informacijske sekcije Zračne službe (Air Service's Information Division), pri čemer je delal tesno skupaj s Mitchellom. Ko je bil Mitchell na sodišču, so bili Arnold, Spaatz in Eaker opozorjeni, da bodo ogrozili svoje kariere, če bodo podprli Mitchella; kljub temu so vsi pričali v njegovo korist. Potem ko je bil 17. decembra 1925 obsojen, so Arnold in drugi častniki uporabili Informacijsko sekcijo, da so pošiljali pro-Mitchellove informacije kongresnikom, ki so bili naklonjeni vojnemu letalstvu in rezervistom Zračne službe. Februarja 1926 je tedanji sekretar za vojno ZDA Dwight F. Davis ukazal Patricku, da najde in kaznuje krivce za ta pisma. Patrick, ki je bil medtem že seznanjem s tem, je določil Arnolda kot glavnega krivca. Dal mu je na voljo prostovoljno zapustitev vojaške službe ali vojaško sodišče; Arnold je izbral sodišče. Patrick pa je želel zadevo ohraniti prikrito pred javnostjo, tako da ga je kazensko premestil v Fort Riley, kjer je postal poveljnik 16. izvidniške eskadrilje; pri tem pa je bil odstranjen iz centra moči Zračne službe. Patrick pa je v sporočilu za javnost izjavil tudi, da je bil Arnold opozorjen zaradi kršenja Splošnega ukaza št. 20 Kopenske vojske ZDA, ki govori o neprimernem vplivanju na zakonodajno vejo.
Kljub premestitvi in ponovnemu slabemu osebnemu poročilu, v katerem je zapisano, da v krizi izgubi glavo,, zaradi česar je bila njegova kariera (začasno) zaustavljena, pa se je Arnold odločil, da ostane v vojaški službi; tako je med drugim zavrnil mesto predsednika novoustanovljene Pan American Airways, katere je pomagal ustanoviti. Arnold je izkoristil svojo izgnanstvo in je maja 1927 na vojnih igrah v Fort Sam Houston (Teksas) navdušil generalmajorja Jamesa E. Fecheta, ki je nasledil Patricka kot načelnik zdaj novoimenovanega Letalskega korpusa Kopenske vojske ZDA (U.S. Army Air Corps). Od svojih dveh neposredno nadrejenih v Fort Rileyju, brigadnega generala Ewinga E. Bootha (ki je bil član sodišča na sojenju Mitchella) in brigadnega generala Charlesa J. Symmondsa, je posledično prejel zelo pohvalno osebno poročilo.
24. februarja 1927 se mu je v Fort Rileyju rodil sin David Lee Arnold. Naslednje leto je napisal in izdal serijo šestih knjig mladinske fantastike Bill Bruce Series, s katerimi je hotel vzpodbuditi zanimanje mladih za letenje.

#### Letalski korpus (1928-1937)
Fechet pa je pri načelniku Generalštaba Kopenske vojske ZDA generalu Charlesu P. Summerallu (ki je bil Arnoldov predavatelj matematike na Vojaški akademiji ZDA) uspel doseči konec Arnoldovega izgnanstva; slednji je bil tako poslan na šolanje na Poveljniško in generalštabno šolo Kopenske vojske ZDA v Fort Leavenworth. Med enoletnim študijem je bil zaradi doktrinalnih pogledov v sporu s komandantom šole generalmajorjem Edwardom L. Kingom (ki je bil tudi član sodišča na sojenju Mitchella), a je Arnold vseeno z visoko oceno diplomiral junija 1929. Po diplomiranju je bil Arnold določen za premestitev v Trenažni center Letalskega korpusa (Air Corps Training Center; ACTC), a je njegovi premestitvi močno nasprotoval poveljnik ACTC brigadni general Lahm, po vsej verjetnosti zaradi njunega spora leta 1917. Namesto tega pa je Arnold prejel poveljstvo Depoja zračne službe Fairfield (Fairfield Air Service Depot) v Ohiu. Leta 1930 je postal tudi načelnik Letališke sekcije v Materialnem oddelku Letalskega korpusa (Chief of the Field Service Section, Air Corps Materiel Division) in bil 1. februarja 1931 povišan v stalni čin podpolkovnika.
27. novembra 1931 je prevzel poveljstvo nad letališčem March v Kaliforniji, kjer je Spaatz istočasno prevzel poveljstvo 1. bombniškega polka. Arnold je bil tako zadolžen, da izboljša bazo v vseh pogledih. Sprva je moral rešiti probleme z lokalnim prebivalstvom; to je storil tako, da je ukazal svojim častnikom, da se pridružijo lokalnim dobrodelnim organizacijam in z več primeri pomoči prebivalstvu, ki so bili odmevni v lokalnih medijih. Tako so med zimskimi nevihtami leta 1932-33 z letali prevažali hrano lokalnemu prebivalstvu, pomagali po potresu v Long Beachu 10. marca 1933 in postavili taborišča za 3.000 fantov Civilnega konzervacijskega korpusa (Civilian Conservation Corps). Organiziral je tudi serijo visokoprofilnih zračnih predstav, na katere je povabil tudi hollywoodske zvezde in ugledne letalce. Avgusta 1922 pa je pričel z nabavo delov suhega jezera Rogers, kjer je vzpostavil bombniški in strelski poligon za vojno letalstvo; danes je to Zračna baza Edwards (Edwards Air Force Base).
Leta 1934 je poveljeval vojaški coni med kontraverzno poštno operacijo Letalskega korpusa KOV ZDA, z začasnim štabom v Salt Lake Cityju (Utah); a ker so se njegovi piloti dobro odrezali, je bil njegov ugled neokrnjen. Pozneje istega leta je osvojil svoj drugi Pokal Mackay, ko je vodil deset bombnikov Martin B-10B na 13.340 km dolgem poletu med letališčem Field in Fairbanksom (Aljaska) in nazaj. Kljub temu da je pozornost poskušal speljati tudi na druge člane poleta, pa je bila njegova vloga zelo poudarjena in namestnik načelnika Generalštaba Kopenske vojske ZDA je zavrnil njegova priporoča za odlikovanje drugih; posledično je njegov ugled padel, ko je bil odlikovan s Distinguished Flying Cross.
1. marca 1935 je bil aktiviran Generalštab vojnega letalstva (General Headquarters Air Force; GHQAF), da kontrolira vse bojne zračne enote Letalskega korpusa, nastanjene v ZDA, pri čemer pa ni bil podrejen načelniku Zračnega korpusa. Kljub temu da je ustanovitev predstavljala pomemben korak pri osamosvajanju vojnega letalstva, pa je bila ustvarjena dvojna hierarhija poveljstva, zaradi česar so imeli probleme naslednjih šest let. Poveljnik GHQAF generalmajor Frank Andrews je Arnolda imenovan za poveljnika 1. bombniškega polka, pri čemer je bil 2. marca 1935 imenovan za začasnega brigadnega generala. 23. decembra 1935 je novi načelnik Generalštaba Kopenske vojske ZDA general Malin Craig poklical Arnolda v Washington. Leta 1933, ko je bil Craig poveljnik 9. korpusnega področja, sta z Arnoldom postala prijatelja in partnerja v golfu. Kljub temu da je Arnold protestiral, ga je Craig imenovan za pomočnika načelnika Zračnega korpusa, saj je moral zapolniti prazno mesto, ko je bil generalmajor Oscar M. Westover imenovan za načelnika. Arnold je postal odgovoren za nabavo in oskrbo, pri čemer se je moral spopadati tudi na političnem področju. V tem času pa je Arnold moral tudi zamenjati lojalnost v boju med GHQAF in Zračnim korpusom.

#### Načelnik Zračnega korpusa
21. septembra 1938 se je Westover smrtno ponesrečil v letalski nesreči v Burbanku (Kalifornija). Kljub temu da je bil Arnold kot njegov pomočnik po vojaški hierarhiji prvi v vrsti za mesto načelnika, pa je bilo njegovo napredovanje zadržano zaradi frankcije, ki je za mesto načelnika hotela Andrewsa; med člani te frankcije sta bila tudi dva uslužbenca Bele hiše: tiskovni predstavnik Stephen Early in vojaški svetovalec polkovnik Edwin M. Watson. Arnoldovi nasprotniki so tako razširili govorico, da je Arnold pijanec. V svojih spominih je Arnold zapisal, da je za pomoč pri izničenju govorice zaprosil Harryja Hopkinsa; novejše raziskave pa so pokazale, da je Craig zagrozil, da bo odstopil s položaja načelnika KOV ZDA, če Arnold ne bo potrjen na položaj. Kljub temu pa je predsednik Franklin D. Roosevelt 29. septembra istega leta imenoval Arnolda na mesto načelnika Zračnega korpusa, s čimer je bil tudi povišan v generalmajorja. Da bi izboljšal odnose s frankcijo Andrewsa, kateri so bili večinoma v GHQAF, je izbral načelnika štaba GHQAF, polkovnika Walterja G. Kilnerja, za mesto svojega pomočnika
Ko je Marshall zaprosil za reorganizacijsko študjo Zračnega korpusa, mu je Arnold 5. oktobra 1940 poslal predlog, po katerem bi se ustanovil zračni štab, združilo vojno letalstvo pod enim poveljnikom in zagotovili avtonomijo skupaj z letališkim in oskrbovalnim osebjem. Predlogu je takoj nasprotoval Generalštab KOV ZDA v vseh pogledih. V tem času pa sta on in Eaker skupaj napisala tri knjige, s katerimi sta promovirala letalstvo: This Flying Game (1936, ponatis 1943), Winged Victory (1941) in Army Flyer (1942).
Arnold je zagovarjal napore na področju raziskav in razvoja; med njegovimi projekti sta bila tudi bombnik B-17 in koncept vzleta s pomočjo rakete. Da bi spodbujal tudi uporabo civilnih znanstvenikov, je Kalifornijski tehnološki inštitut postal prejemnik sofinanciranja s strani Zračnega korpusa; Theodore von Kármán in njegov Aeronavtični laboratory Guggenheim (Guggenheim Aeronautical Laboratory) sta vzpostavila dober delovni odnos z Arnoldom, tako da je bila leta 1944 ustanovljena še Znanstvena svetovalna skupina (Scientific Advisory Group). Arnold je pozneje opisal svojo medvojno filozofijo raziskav in razvoja: Žrtvuj nekaj kvalitete, da dobiš dovolj kvantitete za oskrbo vseh bojnih enot. Nikdar ne sledi prividu, iščoč popolno letalo, vse do točke, ko so bojne eskadrilje brez ustreznega števila bojnih letal. Posledično se je usmeril na hitre dosežke na podočju raziskav in razvoja, tako da je spodbujal že uveljevljeno tehnologijo, s pomočjo katere so dobili operativne rešitve, s katerimi so odgovorili na letalsko nevarnost sil osi. Prav tako je zagovarjal raziskave na področju reaktivnega pogona, še posebej potem ko so Britanci razkrili načrt Whittlovega turbojeta med Arnoldovim obiskom Velike Britanije aprila 1941.
Marca 1939 je sekretar za vojno Harry Woodring Arnolda imenovan za vodjo Zračnega odbora (Air Board), kateri naj bi predlagal načelniku Generalštaba KOV ZDA doktrino in organizacijo letalstva Kopenske vojske ZDA. Odbor je v poročilu zaključil, da je zračna sila nujno potrebna za obrambo hemisfere, pri čemer je odbor tudi poudaril potrebo po daljinskih bombnikih; poročilo je posledično postalo osnova za prvi priročnik Zračnega korpusa. Arnold je poročilo oddal novemu načelniku Generalštaba KOV ZDA, generalu Georgu C. Marshallu, 1. septembra 1939, na dan ko se je pričela druga svetovna vojna v Evropi.
Ko je kongres ZDA novembra 1939 zavrnil zakon o nevtralnosti, tako da so lahko ZDA prodajale letala vojskujočim letalom, je Arnold postal zaskrbljen, da bi dobava letal za Evropo zaustavila dobavo letal za Zračni korpus, še posebej ker je bil nadzor nad razdelitvijo letalske proizvodnje decembra 1938 dodeljen Dobavni diviziji Oddelka zakladnice ZDA (United States Department of the Treasury) in s tem sekretarju zakladnice Henryju Morgenthauu mlajšemu. Arnold se je dve leti s težavo pogajal s Morgenthaujem, ki je imel navado poniževati vodstvo vojnega oddelka in Zračnega korpusa. Ni mu pa tudi pomagalo dejstvo, da se je januarja 1939 zameril Beli hiši, ko je v testnem poletu bombnika Douglas DB-7 umrl francoski opazovalec. Njun spor pa je doživel vrhunec 12. marca 1940, ko se je Arnold v javnosti pritožil glede povečanja dobav letal v Evropi; predsednik Roosevelt je Arnolda osebno opozoril, da obstajajo kraji, kamor so lahko poslali častniki, ki se ne držijo fair playja, npr. Guam in mu za osem mesecev prepovedal vstopiti v Belo hišo.
Marca 1941 pa je spor med Arnoldom in Rooseveltom dosegel prelomno točko, ko je nov sekretar za vojno Henry L. Stimson, ki je bil Arnoldov podpornik, dodal njegovo ime, skupaj z drugima dvema, na seznam povišanj v stalni čin generalmajorja. Roosevelt je zavrnil, da pošlje seznam v Senat ZDA na potrditev, ker je bil na seznamu tudi Arnold; posledično sta Stimson kot Marshall menila, da to pomeni konec Arnoldove kariere. Stimson in Hopkins sta aprila istega leta Arnolda, skupaj z majorjem Elwoodom R. Quesado, poslala na tritedensko potovanje po Veliki Britaniji, da bi ocenila potrebe britanske letalske industrije in naredila najnovejšo strateško oceno. Po vrnitvi je osebno podal poročilu Rooseveltu; slednji se je nato še tri tedne odločal, nakar pa je poslal seznam z vsemi tremi imeni naprej v senat. S tem je bil tudi rešen spor med Arnoldom in predsednikom. Njegov pomen za Roosevelta in ameriški vojaški napor pa je bil prikazan avgusta, ko je bil povabljen na atlantsko konferenco na otoku Nova Fundlandija; to je bila prva od sedmih takih srečanj, na katerih je sodeloval Arnold, ni pa bil povabljen Morgenthau.

### Druga svetovna vojna

#### Reorganizacija, avtonomija in strateški načrti
Nasprotovanja glede avtoritete med Zračnim korpusom in GHQAF so bila odstranjena 20. junija 1941, ko je bilo ustanovljeno Vojno letalstvo Kopenske vojske ZDA (United States Army Air Forces; USAAF), dva dni pred začetkom nemškega napada na Sovjetsko zvezo. Kljub temu da je bilo s tem ustanovljen samostojni rod Kopenske vojske ZDA pod enim generalom, pa vojno letalstvo ni postalo avtonomno. Po dogovoru med Marshallom in Arnoldom je bila debata o povzdignjenju vojnega letalstva na nivo veje oboroženih sil (kot Kopenska vojska ZDA in Vojna mornarica ZDA) prestavljena po koncu vojne.
Julija 1941 je Roosevelt zaprosil za ocene potreb produkcije, da bi premagali potencialne sovražnike; Arnold je posledično ustanovil Divizija za načrte zračne vojne (Air War Plans Division; AWPD), katera je bila zadolžena za pripravo zračnega vojnega načrta. Prvi načrt, t. i. AWPD/1, je izpostavil štiri naloge: (1) obrambo zahodne hemisfere, (2) prvotno obrambna strategije proti Japonski, (3) strateška zračna ofenziva proti Nemčiji in (4) strateška zračna ofenziva proti Japonski pred invazijo slednje. Prav tako je načrt zahteval razširitev USAAF na 60.000 letal in 2,1 milijona pripadnikov. Strateško ofenzivo naj bi prevzelo 24 divizij (t. i. Groups), vsaka z okoli 750 daljinskih bombnikov B-29, pri čemer naj bi bile nastanjene na Severnem Irskem in v Egiptu, tako da bi bombnike lahko uporabili proti Tretjemu rajhu. V načrtu pa so zapisali še potrebo po večji proizvodnji medcelinskega bombnika Consolidated B-36.
Kmalu po vstopu ZDA v vojno je bil Arnold 15. decembra 1941 povišan v generalporočnika. Potem ko se je USAAF še vedno ukvarjala s problemi vzpostavitve jasne avtoritete, je 9. marca 1942 Kopenska vojska ZDA vpeljala Arnoldov načrt. Na podlagi izvršnega ukaza predsednika Roosevelta je vojni oddelek USAAF omogočil avtonomno delovanje, pri čemer je bila popolnoma ločena in enakovredna Kopenskim silam in oskrbovalnim službam Kopenske vojske ZDA. Ukinjeni sta bili Pisarni načelnika Zračnega korpusa (Office of the Chief of Air Corps) in Bojno poveljstvo Vojnega letalstva Kopenske vojske ZDA (Air Forces Combat Command); Arnold je postal poveljujoči general USAAF in ex officio član Združenega štaba Oboroženih sil ZDA (Joint Chiefs of Staff) in Kombiniranih načelnikov štaba (Combined Chiefs of Staff).
V skladu z direktivo avgusta 1942 je Arnold ukazal AWPD, da pripravi revizijo prvotnega poročila. Novi načrt, AWPD/42, je tako povečal potrebo na 75.000 letal in 2,7 milijona vojakov ter hkrati narekoval povečanje letalske proizvodnje za potrebe drugih zaveznikov. AWPD/42 je ponovil iste strateške cilje kot prvi načrt, hkrati pa je poudaril potrebo po bombardiranju industrijskih središč (list potencialnih tarč se je razširil iz prvotnih 23 na 177), pri čemer bi bila prvotno napadena nemška letalska industrija, nato pa podmorniška industrija. Zaradi problemov v proizvodnji letal B-29 so v načrtu tudi odsvetovali njihovo uporabo v Evropi, ampak le na Daljnem vzhodu, da bi slednji uničili japonsko vojaško moč.

#### Strateško bombardiranje v Evropi
Takoj po napadu na Pearl Harbor je Arnold pričel izvajati AWPD/1. Primarna strateška bombniška sila proti Tretjemu rajhu naj bi tako postala 8. zračna armada (Eighth Air Force); za poveljnika armade je imenoval Spaatza in Eakerja za poveljnika armadnega Bombniškega poveljstva. Tudi drugi Arnoldovi varovanci so pozneje zasedli ključna mesta v strateških bombniških silah; med njimi so bili tudi Haywood S. Hansell, Laurence S. Kuter in James H. Doolittle.
Kljub temu, da si je prizavedal čim bolj obvarovati svojo strateško bombniško silo pred drugimi vejami oboroženih sil in zavezniki, pa je bil prisiljen odvzeti 8. zračni armadi oskrbo in opremo, za potrebe operacij v severni Afriki; posledično je bila 8. zračna armada že na začetku obstoja obsojena na životarjenje. Eaker, ki se je medtem povzpel na mesto poveljnika 8. zračne armade, pa je na podlagi izkušenj ugotovil, da predvojna doktrina dnevnih natančnih bombnih napadov, ki so jo razvili v Taktični šoli Zračnega korpusa (Air Corps Tactical School) in bi bila povod za odcepitev vojnega letalstva od Kopenske vojske ZDA, napačna v svoji zasnovi in sicer da bi lahko težko oboroženi bombniki dosegli katerikoli cilj brez bojne podpore daljinskih spremljevalnih lovskih letal. Zgodaj leta 1943 je tako pričel s prošnjami za več lovskih letal (poleg stalnih prošenj za več bombnikov) in več odvrgljivih zunanjih rezervoarjev za gorivo, s katerimi bi povečali dolet lovcev ter posledično obranili bombnike med njihovimi poleti nad Tretji rajh.
Visoke izgube med poletjem in jesen 1943 na daljinskih poletih so se povečale Eakerjeve prošnje. Arnold, ki je bil pod nenehnim pritiskom in nestrpen glede rezultatov, je ignoriral njegove prošnje ter ugotovitve; krivdo za izgube je pripisal slabi agresivnosti poveljnikov bombnikov. To se je zgodilo v času, ko je general Dwight D. Eisenhower sestavljal svojo poveljstvo za operacijo Overlord, tako da je Arnold odobril Eisenhowerjevo prošnjo, da zamenja Eakerja s svojima poveljnikoma: Spaatzom in Doolitlom. Ironično pa se je izkazalo, da so bile vse stvari, ki jih je Eaker zahteval (več letal, več zunanjih rezervoarjev za gorivo, več lovcev P-51), dodeljene novemu poveljstvu, s čimer je lahko 8. zračna armada premagala Tretji rajh s pomočjo dnevnega bombardiranja.
Sprememba poveljnika 8. zračne sile, še posebej ker je bil Eaker njegov prijatelj, je bila še nov primer Arnoldove brezobzirnosti, s katerimi je dosegal cilje.Leta 1942 je brigadni general Walter R. Weaver, v. d. načelnika Zračnega korpusa, izgubil svoje poveljstvo in bil premeščen v tehniško trenažno poveljstvo. George C. Kenney je zamenjal Jacoba E. Fickla kot poveljnik 4. zračne armade (Fourth Air Force) in pozneje istega leta je zamenjal bivšega načelnika Zračnega korpusa Georga H. Bretta kot zračni poveljnik Jugozahodnega Pacifika. Curtis E. LeMay je julija 1944 v Indiji zamenjal Kennetha B. Wolfa

#### Daljinske operacije proti Japonski
Potem ko so razrešili krizo strateškega bombardiranja v Evropi, se je Arnold popolnoma posvetil končanju razvoja in uporabe superdaljinskih bombnikov B-29, katerimi bi napadli Japonsko cesarstvo. V začetku leta 1942 je Arnold mislil sam prevzeti poveljstvo 20. zračne armade (Twentieth Air Force). Ta edinstvena situacija poveljevanja pa je po vsej verjetnosti pripomogla k njegovim poznejšim zdravstvenim težavam, a zaradi negativnih izkušenj pri oblikovanju učinkovite bombniške sile proti Nemčiji in zaradi katastrofalnih posledic, če bi se isto zgodilo tudi proti Japonski, je Arnold zaključil, da je zaradi odsotnosti enotnega poveljstva na Pacifiku bolje, da sam prevzame vse odločitve glede superdaljinskih bombniških operacij proti Japonski. A vsi pomembnejši pacifiški poveljniki (Douglas MacArthur, Chester Nimitz in Joseph Stilwell) so želeli čim več bombnikov B-29 za svoja poveljstva, čemur pa je Arnold odločno nasprotoval, saj bi s tem izgubili svoj strateški pomen. Tako je uspel prepričani Marshalla in načelnika pomorskih operacij Ernesta J. Kinga, da je 20. zračna armada tako edinstvena v svoji nalogi, da ne sme biti podrejena pacifiškim poveljnikom, ampak naj bo neposredno podrejena Združenemu štabu Oboroženih sil ZDA, pri čemer bi bil Arnold izvršni častnik armade. Februarja 1944 je predsednik Rossevelt podprl in odobril tak načrt.
Program superdaljinskih bombnikov pa je spremljala serija razvojnih problemov, zaradi česar je bil program, kot tudi Arnold, deležen številne kritike v medijih in od skeptičnih poveljnikov na terenu. Bombnik B-29 je predstavljal ključni element četrte strateške prioritete USAAF, saj noben drug bombnik ni mogel doseči Japonskega otočja. Ko naj bi 1. junija 20. bombniško poveljstvo (XX Bomber Command) pričelo izvajati operacijo Matterhorn, skoraj noben let ni dosegel višine 6.100 m.
Ker se je vse bolj bližal 15. april 1944, ko naj bi bili bombniki poslani v tujino, je Arnold osebno interveniral in že 8. marca odletel v Kansas. Tri dni je obiskoval trenažne baze, ki so bile vpletene v program modifikacije, pri čemer ga je neprijetno presenetilo pomanjkanje surovin in problemov pri delu. Posledično je na mestu imenoval generalmajorja Bennetta E. Meyersa, ki je bil vojaški preskrbovalni častnik in je z njim potoval po bazah, za koordinatorja celotnega programa. Meyers je uspel v t. i. bitki za Kansas; kljub problemov z delovno silo in nevihtami mu je uspelo do 9. aprila usposobiti prvi popolni bombniški polk. Vseeno pa niso bili rešeni mehanični problemi s B-29, pri čemer so med bojnimi operacijami odkrili številne nove. Arnold je bil pod velikim pritiskom, ker ni dosegel cilja načrta AWPD/1, a je ta neuspeh zagovarjal z rezultati zelo dragega tehnološkega projekta B-29, ki je zagotovil tudi dostavno vozilo za tedaj strogo zaupno atomsko bombo, v primeru če bi Projekt Manhattan uspel. Superdaljinske bombniške operacije proti japonskim ciljem na Kitajskem in jugovzhodni Aziji so se pričele junija 1944, pri čemer so bili na začetku rezultati teh operacij slabši od načrtovanih.
Težave 20. zračne armade v boju proti Japonski so bile enake kot težave 8. zračne armade proti Nemčiji. Arnold, v skladu s svojo značilno nepotrpežljivostjo, je v manj kot mesecu dni operacij zamenjal poveljnika operacij bombnikov B-29 na Kitajskem, Wolfa, z LeMayjem. Novembra istega leta pe je pričelo delovati še drugo poveljstvo bombnikov B-29, slednje na Marianskem otočju. Brigadni general Haywood S. Hansell, eden od arhitektov načrtov AWPD/1 in AWPD/42, pa se je srečeval še z večjimi poveljniškimi problemi kot Wolfe ali LeMay. Po dveh mesecih slabih rezultatov in ker je nasprotoval kampanji požarnega bombardiranja japonskih civilnih naselij, katero pa sta zagovarjala Arnold in njegov načelnik štaba Lauris Norstad, pa se je Arnold odločil tudi za njegovo zamenjavo. Ukinil je vse operacije na Kitajskem, združil vse bombnike B-29 na Marianskem otočju in nato januarja 1945 zamenjal Hansella s LeMayjem na mestu poveljnika 21. bombniškega poveljstva (XXI Bomber Command).

### Zadnja leta

#### Problemi z zdravjem
Med letoma 1943 in 1945 je Arnold preživel štiri srčne napade, ki so bili tako močni, da je moral v bolnišnico. Poleg svoje močne neučakanosti se je Arnold počutil odgovornega, da je osebno prisoten na kraju krize, zaradi česar je veliko potoval in bil tako v času vojne izpostavljen močnemu stresu; vse to je še poslabšalo njegovo predhodno slabo zdravje. Tako je med vojno: dvakrat obiskal Združeno kraljestvo, prvič aprila 1941 in drugič maja 1942; južni Pacifik septembra 1942; severno Afriko in Kitajsko med januarjem in februarjem 1943; Bližnji vzhod in Italijo (kjer je bila njegova skupina tudi pod artilerijskim ognjem) med novembrom in decembrom 1943; London in Normadijo (pri čemer je spremljal Marshalla) v juniju 1944; Nemčijo in Italijo med aprilom in majem 1945; zahodni Pacifik junija 1945 in Potsdam julija 1945. Manjši, a bolj pogost faktor, ki je lahko prispeval k poslabšanju njegovega zdravja, pa je bilo rivalstvo med vejami oboroženih služb, še posebej z Vojno mornarico ZDA, katera nikakor ni hotela priznati Arnolda kot načelnika generalštaba oz. njegovih podrejenih kot sebi enakih. Na Guamu, z vednostjo da bo kmalu padla odločitev o uporabi atomske bombe, je bil prisiljen se pogajati z Nimitzom, saj je vojna mornarica nasprotovala, da bi na otoku bi bilo nameščeno poveljstvo strateških zračnih sil.
Prvi infarkt je Arnold doživel 28. februarja 1943, tik po vrnitvijo iz konference v Casablanci in Kitajske. Med tem izletom se je bombnik B-17 Argonaut, ki je prevažal Arnolda in njegove spremljevalce, za več ur izgubil nad ozemljem pod okupacijo Japonskega cesarstva, medtem ko je poskušal ponoči preleteti Himalajo. Za več dni je pristal v Bolnišnici Kopenske vojske ZDA Walter Reed, nato pa je za tri tedne odpotoval na okrevanje v Coral Gables Biltmore Hotel (Florida), ki je bil preoblikovan v negovalno bolnišnico. Zaradi pravil Kopenske vojske ZDA bi moral zapustiti aktivno vojaško službo, toda predsednik Roosevelt je aprila podpisal spregled, potem ko je dokazal, da je ozdravil in pod pogojem, da bo Arnold vsak mesec pošlje predsedniku poročilo o zdravju.
Samo mesec dni pozneje, 10. maja 1943, je preživel drugi srčni napad, po katerem je ostal 10 dni v Walter Reedu. V nasprotju z željami Marshalla je junija 1943 
na Vojaški akademiji ZDA imel slovesen govor ob diplomiranju letnika, v katerem je bil tudi njegov sin Bruce.
Tretji srčni napad, ki je bil manjši od prejšnjih dveh, je doživel natanko leto dni po drugem in sicer 10. maja 1944, v času ko se je ukvarjal s problemi glede bombnika B-29. Tokrat si je privoščil mesec dni okrevanja, nato pa se je vrnil nazaj v aktivno službo, da je odletel z Marshallom v London na konferenco 7. junija in inšpekcijo obale Omaha.
Zadnji, četrti medvojno srčni napad je doživel 17. januarja 1945, nekaj dni po tistem, ko je ukazal zamenjavo Hansella s LeMayjem. Arnold tri dni ni prišel v svojo pisarno in hkrati ni dovolil glavnemu kirurgu Vojnega letalstva ZDA, da bi prišel in ga pregledal. Glavni kirurg je tako zaprosil za pomoč generala in osebnega Arnoldovega prijatelja, da sta poizvedla o njegovem stanju. Nato je bil Arnold ponovno poslan v isti hotel na Florido, kjer je za devet dni ostal na intenzivni negi. Arnoldu so ponovno dovolili, da ostane v aktivni službi, a pod pogojem da bo opravljal le lahke naloge. Kljub temu pa je še naprej izvajal inšpekcijske polete po Evropi in Pacifiku. Tik po vrnitvi iz Italije v Miami 7. maja 1945, kjer je bil naročen na zdravstveni pregled, je takoj po izstopu iz letala C-54 prejel novico o nemški kapitulaciji. 16. julija istega leta pa je prepustil poveljstvo 20. zračne armade LeMayju.

#### Povišanje in upokojitev
19. marca 1943 je bil Arnold povišan v (vojnega) polnega generala in 21. decembra 1944 še v petzvezdnega generala armade z Javnim zakonom 282-78, s čimer je postal četrti najvišji pripadnik Kopenske vojske ZDA (za Marshallom, MacArthurjem in Eisenhowerjem).
Leta 1941 je prejel častni doktorat Vojaškega kolidža Pensilvanije (Pennsylvania Military College) in Univerze južne Kalifornije (University of Southern California) in leta 1942 še od Kolidža Iowa Wesleyan (Iowa Wesleyan College).
Leta 1945 je Arnold omogočil ustanovitev Projekta RAND (poznejša Korporacija RAND) z 10 milijoni $ ustanovitvnega denarja, ki so ostali neporabljeni od druge svetovne vojne. Prvotno je bil projekt namenjen povezavi vojaškega načrtovanja z raziskovalnimi in razvojnimi odločitvami, nato pa je razširil področje delovanja še na druga področja.
Po obisku Južne Amerike januarja 1945, kjer je doživel tako močno srčno aritmijo, da je moral predčasno končati obisk, je general 28. februarja 1946 dejansko zapustil aktivno službo; uradni datum njegove upokojitve je 30. junij 1946. 23. marca 1945 je Javni zakon 333-79 spremenil vojno povišanje generalov armad v stalni čin ter hkrati podelil polno plačo in dodatke za že upokojene generale. Njegov položaj je nasledil Spaatz, ki je postal prvi načelnik Generalštaba Vojnega letalstva ZDA, potem ko se je 18. septembra 1947 osamosvojil USAAF v Vojno letalstvo ZDA.
Arnold se je upokojil na 160,000 m2 velikem ranču blizi Sonome (Kalifornije). Z založniško hišo Harper & Brothers je podpisal pogodbo, da bo napisal avtobiografijo Global Mission. V primerjavi s Georgem Pattonom, ki je bil bogat in z drugimi kolegi, ki so se zaposlili v javni upravi oz. vladi, kot npr. Marshall (ki je postal državni sekretar ZDA), pa Arnold ni imel nobenega drugega dohodka kot pokojnine in z njo povezavnih dodatkov ter ni bil dovolj zdrav, da bi lahko nadaljeval kariero izven vojaške službe. Avtobiografija je bila poskus, da bi pridobil dovolj finančne varnosti za ženo po njegovi smrti in med pisanjem je doživel še peti srčni infarkt, zaradi česar je za tri mesece pristal v bolnišnici.
7. maja 1949 je Javni zakon 58-81 spremenil oznako Arnoldovega zadnjega čina in sicer je bil preimenovan v generala vojnega letalstva; tako je do sedaj edini, kateremu je bil podeljen ta čin. Prav tako je edini, ki je prejel dva petzvezdna čina v različnih vejah Oboroženih sil ZDA. Umrl je 15. januarja 1950 na svojem domu v Sonomi. Počaščen je bil z državnim pogrebom v Washingtonu, D.C., pri čemer so bile pogrebne slovesnosti opravljene v Spominskem amfiteatru Arlington, nato pa je bil pokopan v sekciji 34 Nacionalnega pokopališča Arlington. Robert A. Lovett, ki je z Arnoldom tesno sodeloval med vojno kot raktarni pomočnik vojnega sekretarja za zrak (Assistant Secretary of War for Air), je dejal, da je Arnold prav tako žrtev vojne, kot če bi bil ranjen med opravljanjem svojih dolžnosti.
Vsi trije Arnoldovi sinovi, ki so preživeli otroštvo, so diplomirali na Vojaški akademiji ZDA: Henry Harley mlajši leta 1939; Willam Bruce junija 1943; in David Lee leta 1949 Arnoldova najmlajša sinova sta služila v Vojnem letalstvu ZDA in sta pokopana blizu očeta na Nacionalnem pokopališču Arlington.

## Zapuščina
(Hap Arnold je bil) predan častnik na specializiranem področju,... istočasno pa je bil človeško bitje, toplosrčen, zvest, milostljiv tovariš, ki ni bil izbirčen, s kom je šel v bitko.

Robert A. Lovett, 6. november 1978
Po njem so poimenovali:
- Zračno bazo Arnold (Arnold Air Force Base) v Tennesseeju;
- Inženirski razvojni center Arnold (Arnold Engineering Development Center). Raziskovalni laboratorij Vojnega letalstva ZDA (Air Force Research Laboratory) šteje Arnolda za začetnika ideje, da je potrebna višja raziskava in razvoj za preprečitev in zmagovanje vojn; tako so bile Arnoldove ideje izvor sedanjih nalog raziskovalnega laboratorija.[13];
- kadetski družbeni center (Arnold Hall) na Akademiji Vojnega letalstva ZDA (United States Air Force Academy),[133]
- družbeni center (Arnold Hall Community Center) v Zračni bazi Lackland (Lackland Air Force Base) v Teksasu;[134]
- nagrado H.H. Arnolda (H.H. Arnold Award) Združenja Vojnega letalstva ZDA (Air Force Association) za najbolj ključen prispevek vojaškega pripadnike k nacionalni obrambi;[135]
- najbolj častno organizacijo ROTC Vojnega letalstva ZDA - Zračno društvo Arnold (Arnold Air Society);[136]
- nagrado Fundacije Georga C. Marshalla (The George C. Marshall Foundation) z imenom George C. Marshall/Henry "Hap" Arnold ROTC Award, ki je namenjena najboljšemu starejšemu kadetu na vsakem kolidžu oz. univerzi, kjer je AFROTC program;[137]
- univerzitetno štipendijo Podpornega društva Vojnega letalstva (Air Force Aid Society), ki je namenjena otrokom pripadnikov Vojnega letalstva ZDA in upokojencem.[138]

18. maja 2006 je Oddelek za vojno letalstvo ZDA (Department of the Air Force) predstavil prototipa dveh novih službenih slavnostnih uniform; ena je bila tako zasnovana na službeni uniformi letalskih častnikov izpred leta 1926 (t. i. spominski plašč Billyja Mitchella), medtem ko je bila druga zasnovana na podlagi uniforme USAAF med drugo svetovno vojno (t. i. spomninski plašč Hapa Arnolda.). Leta 2007 se je Vojno letalstvo ZDA odločilo v prid Arnoldovega prototipa,, a je leta 2009 novi načelnik Generalštaba Vojnega letalstva ZDA ukazal do nadaljnega prekinitev projekta nove slavnostne uniforme .
Leta 1949 so po njem poimenovali Srednjo šolo General H. H. Arnold (General H. H. Arnold High School), ki se je nahajala v bivši Zračni bazi Wiesbaden (Wiesbaden Air Base) v Wiesbadnu (Nemčija). Potem, ko je bila leta 2006 baza dodeljena Kopenski vojski ZDA, so šolo preimenovali v Srednjo šolo Wiesbaden.
7. novembra 1988 je Poštna služba ZDA izdala spominsko znamko v njegovo čast v vrednosti 65 centov; izdana je bila v okviru serije velikih Američanov.
Po njem so poimenovali tudi glavno prometnico (Arnold Drive) v dolini Sonoma, kjer se je v bližini nahajal njegov ranč
V filmu iz leta 1954 The Glenn Miller Story je Arnolda upodobil igralec Barton MacLane.
Leta 1967 je bil sprejet v Nacionalni letalski hram slavnih (National Aviation Hall of Fame)

## Povzetek kariere

### Napredovanje
Vsi datumi povišanj so povzeti po AF Historical Study No. 91.
|                            | Kadet, Vojaška akademija ZDA (West Point, New York), 1903                                                                     |
| Brez oznake čina leta 1907 | Drugi poročnik, pehota: 14. junij 1907                                                                                        |
|                            | Prvi poročnik, pehota: 10. april 1913                                                                                         |
|                            | Stotnik, Letalska sekcija, Signalni korpus (Aviation Section, Signal Corps; ASSC): 20. maj 1916                               |
|                            | Stotnik, pehota: 23. september 1916                                                                                           |
|                            | Major, ASSC: 27. junij 1917                                                                                                   |
|                            | Polkovnik, Signalni korpus, Nacionalna vojska: 5. avgust 1917                                                                 |
|                            | Major, pehota: —začasni: 15. januar 1918 —stalni: 1. julij 1920                                                               |
|                            | Major, Zračna služba Kopenske vojske ZDA: 11. avgust 1920                                                                     |
|                            | Podpolkovnik, Letalski korpus Kopenske vojske ZDA: 1. februar 1931                                                            |
|                            | Brigadni general: —začasni: 2. marec 1935 —pomočnik načelnika Letalskega korpusa: 24. december 1935 —stalni: 2. december 1940 |
|                            | Polkovnik, Letalski korpus: 1. marec 1936                                                                                     |
|                            | Generalmajor: —Načelnik Letalskega korpusa: 22. september 1938 —stalni: 3. februar 1941                                       |
|                            | Generalporočnik, AUS: 15. december 1941                                                                                       |
|                            | General, AUS: 19. marec 1943                                                                                                  |
|                            | General armade: —začasni, AUS: 21. december 1944 —stalni: 23. marec 1946                                                      |
|                            | Upokojen iz aktivne službe: 30. junij 1946                                                                                    |
|                            | General vojnega letalstva, Vojno letalstvo ZDA: 7. maj 1949                                                                   |

### Odlikovanja in nagrade
Povzeto po AF Historical Study No. 91.

| Bronze oak leaf cluster · Bronze oak leaf cluster |  |  |                                           |
|                                                   |  |  | Bronze service star · Bronze service star |
|                                                   |  |  |                                           |
|                                                   |  |  |                                           |
|                                                   |  |  |                                           |
|                                                   |  |  |                                           |

| Poveljniški pilot                                                        |                                              |                                                |                                                         |
| Distinguished Service Medal (oktober 1942, september 1945, oktober 1945) |                                              |                                                |                                                         |
| Legion of Merit                                                          | Distinguished Flying Cross                   | Zračna medalja                                 | World War I Victory Medal z dvema kampanjskima zvezdama |
| American Defense Service Medal                                           | American Campaign Medal                      | European-African-Middle Eastern Campaign Medal | Asiatic-Pacific Campaign Medal                          |
| World War II Victory Medal                                               | Veliki križec, red južnega križa (Brazilija) | Veliki križec, legija časti (Francija)         | Veliki križec, red azteškega orla (Mehika)              |
| Vitez velikega križa, red kopeli (Združeno kraljestvo)                   | Veliki križec, red Ouissam Alaouite (Maroko) | Veliki poveljnik, red sonca Peruja (Peru)      | Medalja za vojaške zasluge (Mexico)                     |
| Znak vojaškega letalca                                                   |                                              |                                                |                                                         |